# Spintharidius rhomboidalis
Spintharidius rhomboidalis là một loài nhện trong họ Araneidae.
Loài này thuộc chi Spintharidius. Spintharidius rhomboidalis được Eugène Simon miêu tả năm 1893.